# Eocita-elmélet
Az eocita-elmélet egy biológiai osztályozás, ami azt jelzi, hogy az eukarióták a prokarióta Crenarchaeotán belül alakultak ki, ami az archeák egy törzse. Eredetileg James A. Lake és munkatársai javasolták 1984-ben, azon felfedezés alapján, hogy a Crenarcheota riboszómáinak alakja jobban hasonlít az eukariótákéhoz, mint a baktériumokéhoz vagy a másik jelentősebb archaea országéhoz, az Euryarchaeotáéhoz.
Ez az elmélet elsősorban a háromdoménes rendszerrel van ellentétben, amit Carl Woese vezetett be 1977-ben. További támogató bizonyítékot tettek közzé az 1980-as években, de a meglehetősen egyértelmű bizonyíték ellenére a támogatottsága apadt a háromdoménes rendszernek kedvezve.
A genomikai fejlődésektől az elmélet újjáéledt a 2000-es évek közepétől. Ahogy egyre több archaea genomot szekvenáltak, számos gén kódot fedeztek fel eukarióta jellemzőkkel különféle archaea törzsekben látszólag támogatást nyújtva az elméletnek. Az eukarióták Crenarchaeota eredete mellett néhány tanulmány javasolja, hogy az eukarióták származhatnak a Thaumarchaeotából is.

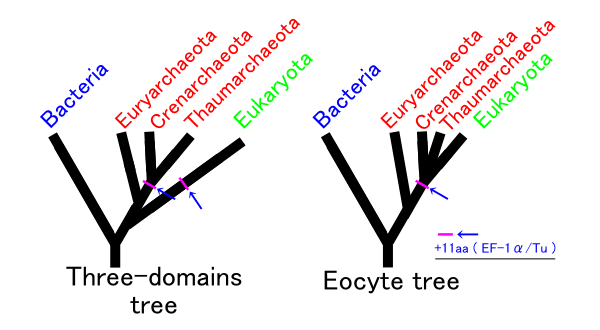
Eocita-elmélet